# Verguleasa
Verguleasa là một xã thuộc hạt Olt, România. Dân số thời điểm năm 2002 là 3508 người.